# Вінцеве кріплення

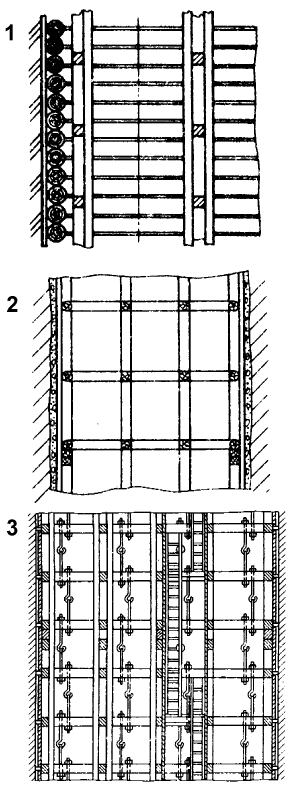
Вінцеве кріплення: 1 — суцільне; 2 — вінцеве на стояках; 3 — вінцеве підвісне

Вінцеве кріплення шахтного стовбура: а) конструкція: 1 — устя, 2 — кріплення, 3 — сполучення із горизонтальними виробками, 4 — зумпф, 5 — вінець; б) — варіанти оформлення вінців

Вінце́ве крі́плення (рос. венцовая крепь, англ. curbing support, нім. Geviertzimmerung f, Geviertausbau m) — рамне кріплення вертикальних та похилих (понад 45°) гірничих виробок, основною конструктивною особливістю якого є наявність вінців — опорних та рядових, що розташовані у площині перпендикулярній до осі виробки.
Розподіляється на:
- суцільне або зрубове,
- вінцеве на стояках та
- вінцеве підвісне.

Суцільне В.к. призначене для кріплення вертикальних і похилих виробок, пройдених в породах сер. міцності і стійкості.
Воно являє собою зруб, вінці якого укладені впритул. Кріплення будують знизу вгору ланками.
Вінцеве кріплення на стояках застосовують при проведенні вертикальних і похилих виробок в міцних стійких породах. Воно складається з вінців, між якими встановлюють стояки, що з'єднуються з вінцями в паз і в шип. Підвісне В.к. застосовується при проведенні вертикальних виробок в стійких породах, що дозволяють мати оголення до 1,5 м. Кріплення складається з вінців, між якими встановлюють стояки.
Вінцеве кріплення — традиційне гірниче кріплення, яке одержало широке застосування при розробці рудних родовищ.
Застосовується також для кріплення допоміжних стовбурів, шурфів, ґезенків, розвідувальних вертикальних виробок.